# Miejska Wola (Ostróda)
Pour les articles homonymes, voir Miejska Wola.
Miejska Wola est un village polonais de la voïvodie de Varmie-Mazurie, dans le powiat d'Ostróda.
En 2021, le village compte 29 habitants.